# Christiaen Jansz van Bieselingen
Christiaen Jansz van Bieselingen of Christiaan Jansz. van Bieselinge was een kunstschilder uit het begin van de Nederlandse Gouden Eeuw.

## Biografie
Van Bieselingen werd geboren in Delft in 1558. In 1596 werkte hij in Den Haag. Volgens het Nieuw Nederlandsch Biografisch Woordenboek vertrok hij met zijn vrouw en twee kinderen per abuis naar Spanje. Daar vond hij werk aan het Spaanse hof. Nadat zijn vrouw stierf keerde hij terug naar Nederland om te hertrouwen. Op 6 februari 1596 werd hij lid van het gilde in Den Haag. In 1600  stierf hij in de leeftijd van 42 jaar in Middelburg.

## Werken
Van Bieselingen schilderde genrestukken, schuttersstukken en portretten. Slechts weinig werken van hem hebben de tijd overleefd. Hij zou de enige schilder zijn die, ondanks het verbod daarop, Willem van Oranje heeft geportretteerd op zijn sterfbed. Dit werk is in 1620 door Hendrik Gerritsz. Pot gekopieerd voor de schepenkamer van het Stadhuis van Delft. Ook zou hij in de gevangenis een portret hebben gemaakt van Balthasar Gerards.
- Biografisch Portaal: 24194386
- RKD-Nederlands Instituut voor Kunstgeschiedenis: 8217
- Union List of Artist Names: 500001512
- Virtual International Authority File: 95689720